# Конденсат
Конденса́т (англ. condensate, нім. Kondensat n) — продукт (рідина або тверде тіло) конденсації газу або пари.
Сирий конденсат — продукт сепарації вільного газу, що складається при стандартних умовах з суміші рідких вуглеводнів, у яких розчинено ту чи іншу кількість газоподібних вуглеводнів. Насичений конденсат або сирий конденсат — рідкі вуглеводні, у яких розчинені газові вуглеводні та невуглеводневі компоненти.

## Дотичний термін
Конденсувати (англ. condense, нім. verdichten, kondensieren) — згущувати, ущільнювати або скраплювати, зріджувати.